# Luoghi d'interesse a Torino
Segue un macro-elenco che si propone di risultare il più possibile esaustivo dei luoghi d'interesse enciclopedici (voci su Wikipedia) nella città di Torino.

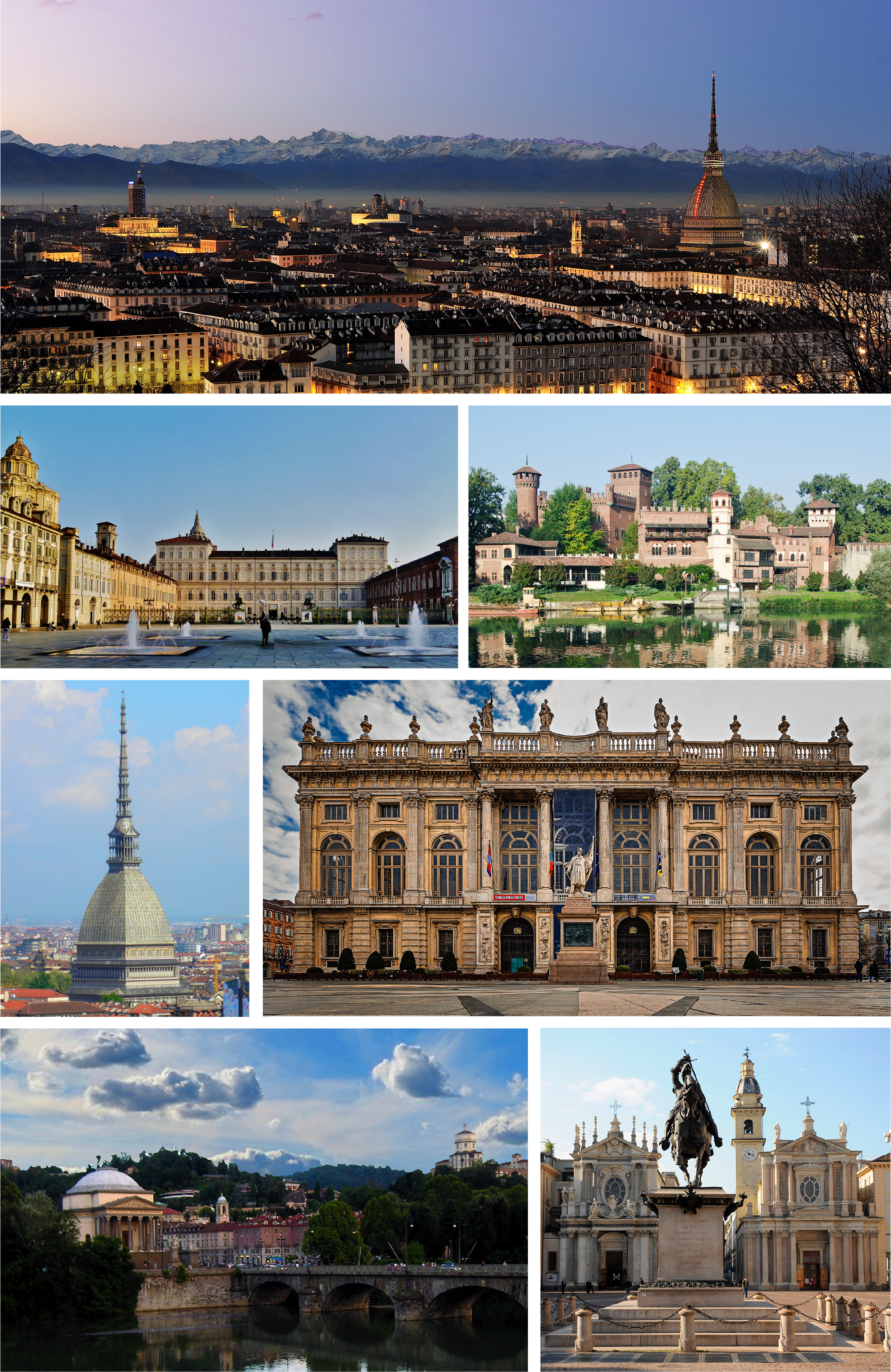
Luoghi d'interesse a Torino

Per i quartieri, le borgate, le zone, le frazioni etc. vedere 'Circoscrizioni di Torino'.
I singoli elenchi sono in ordine alfabetico.

## Lista

### Attività commerciali storiche
- Caffè Baratti & Milano
- Caffè Confetteria Al Bicerin dal 1763
- (ex) Caffè del Progresso
- Caffè Fiorio
- Caffè Mulassano
- Caffè Norman
- Caffè Platti
- Caffè San Carlo
- Gioielleria Musy Padre e Figli
- Maison Del Cambio

### Biblioteche e librerie
- Archivio di Stato
- Archivio Storico
- Bibliomediateca di Cinema e Fotografia Mario Gromo
- Biblioteca di Storia e Cultura del Piemonte Giuseppe Grosso
- Biblioteca Nazionale del Club Alpino Italiano
- Biblioteca Nazionale Universitaria
- Biblioteca Norberto Bobbio
- Biblioteca Reale
- Biblioteche Civiche Torinesi
- Libreria Antiquaria Bourlot
- Libreria Antiquaria Pregliasco

### Cimiteri
- (ex) Cimitero di San Pietro in Vincoli
- Cimitero Monumentale
- Cimitero Parco

### Edifici di culto
- Basilica del Corpus Domini
- Basilica di Superga
- Basilica Mauriziana
- Cappella Anselmetti
- Cappella dei Banchieri, Negozianti e Mercanti
- Cappella della Sindone
- Cattedrale Metropolitana di San Giovanni Battista
- Chiesa dei Santi Angeli Custodi
- Chiesa dei Santi Martiri
- Chiesa dei Santi Pietro e Paolo
- Chiesa del Gesù Redentore
- Chiesa della Beata Vergine delle Grazie
- Chiesa della Gran Madre di Dio
- Chiesa della Madonna degli Angeli
- Chiesa della Madonna del Carmine
- Chiesa della Madonna del Pilone
- Chiesa della Misericordia
- Chiesa della Natività di Maria Vergine
- Chiesa della Santissima Annunziata (Via Po)
- Chiesa della Santissima Annunziata (Via delle Orfane)
- Chiesa della Santissima Trinità
- Chiesa della Visitazione (Centro)
- Chiesa della Visitazione (Parella)
- Chiesa della Visitazione di Maria Vergine e di San Barnaba
- Chiesa dell'Immacolata Concezione (Via dell'Arsenale)
- Chiesa dell'Immacolata Concezione (Via Nizza)
- Chiesa dell'Immacolata Concezione e San Donato
- Chiesa dello Spirito Santo
- Chiesa del Sacro Cuore di Maria
- Chiesa del Santissimo Nome di Gesù
- Chiesa del Santissimo Redentore
- Chiesa del Santissimo Sudario
- Chiesa di Gesù Adolescente
- Chiesa di Gesù Buon Pastore
- Chiesa di Gesù Nazareno
- Chiesa di Maria Regina della Pace
- Chiesa di Nostra Signora del Suffragio e Santa Zita
- Chiesa di San Bernardino da Siena
- Chiesa di San Carlo
- Chiesa di San Dalmazzo
- Chiesa di San Domenico
- Chiesa di San Filippo Neri
- Chiesa di San Francesco da Paola
- Chiesa di San Francesco d'Assisi
- Chiesa di San Francesco di Sales
- Chiesa di San Gioacchino
- Chiesa di San Giovanni Bosco
- Chiesa di San Giovanni Evangelista
- Chiesa di San Giuseppe
- Chiesa di San Giuseppe Benedetto Cottolengo
- Chiesa di San Lorenzo
- Chiesa di San Massimo
- Chiesa di San Michele Arcangelo
- Chiesa di San Rocco
- Chiesa di San Salvario
- Chiesa di San Secondo Martire
- Chiesa di Santa Barbara Vergine e Martire
- Chiesa di Santa Chiara
- Chiesa di Santa Cristina
- Chiesa di Santa Croce
- Chiesa di Santa Giulia
- Chiesa di Sant'Agostino
- Chiesa di Sant'Alfonso Maria De' Liguori
- Chiesa di Santa Maria al Monte dei Cappuccini
- Chiesa di Santa Maria della Consolazione
- Chiesa di Santa Maria di Piazza
- Chiesa di Santa Pelagia
- Chiesa di Santa Teresa
- Chiesa di San Tommaso
- Chiesa di San Vito, Modesto e Crescenzia
- Complesso del Santo Volto
- Moschea Mohammed VI
- Oratorio San Martino
- Santuario Basilica di Maria Ausiliatrice
- Santuario di Nostra Signora della Salute
- Santuario di Sant'Antonio da Padova
- Santuario di Santa Rita da Cascia
- Sinagoga di Torino
- Tempio Valdese
- Tettoia Pinardi

### Fiumi
(in ordine di importanza)
- Po
- Dora Riparia
- Stura di Lanzo
- Sangone

### Grattacieli
- Grattacielo della Regione Piemonte
- Grattacielo Intesa Sanpaolo
- Grattacielo del CTO
- Palazzo della Provincia
- Palazzo Lancia
- Palazzo Pietro Micca

### Impianti sportivi
- Circolo della Stampa - Sporting
- Circolo Eridano
- Filadelfia
- Juventus Stadium
- Juventus Training Center
- Motovelodromo Fausto Coppi
- PalaRuffini
- Palasport Olimpico
- Palasport Tazzoli
- PalaTorino
- Palazzo del Nuoto
- Stadio Comunale Gianfranco Paschetto
- Stadio Olimpico Grande Torino
- Stadio Primo Nebiolo

### Monumenti, architetture ridotte
- Arco Monumentale all'Arma di Artiglieria
- Arco Olimpico di Torino
- Eco
- Faro della Vittoria
- Luce Fontana Ruota
- Monumento a Emanuele Filiberto di Savoia
- Monumento a Emanuele Filiberto Duca d'Aosta
- Monumento a Vittorio Emanuele II
- Monumento Nazionale al Carabiniere
- Porta Palatina
- Opera per Torino
- Toret

### Musei
- CAMERA - Centro Italiano per la Fotografia
- Centro Storico FIAT
- Ecomuseo Urbano
- Galleria Civica d'Arte Moderna e Contemporanea
- Heritage Lab Italgas
- Juventus Museum
- Musei Reali
- Museo A come Ambiente
- Museo Casa Don Bosco
- Museo Civico d'Arte Antica
- Museo Civico Pietro Micca e dell'Assedio di Torino del 1706
- Museo d'Arte Orientale
- Museo del Carcere Le Nuove
- Museo della Frutta Francesco Garnier Valletti
- Museo della Radio e della Televisione
- Museo della Sindone
- Museo del Risparmio
- Museo di Anatomia Umana Luigi Rolando
- Museo di Antropologia Criminale Cesare Lombroso
- Museo di Antropologia ed Etnografia
- Museo di Arte Urbana
- Museo di Arti Decorative Accorsi - Ometto
- Museo Diffuso della Resistenza, della Deportazione, della Guerra, dei Diritti e della Libertà
- Museo Diocesano
- Museo Egizio
- Museo Ettore Fico
- Museo Internazionale delle Arti Applicate Oggi
- MuseoLab del Fantastico e della Fantascienza
- Museo Lavazza
- Museo Nazionale del Cinema
- Museo Nazionale della Montagna Duca degli Abruzzi
- Museo Nazionale dell'Automobile Gianni Agnelli
- Museo Nazionale del Risorgimento Italiano
- Museo Piemontese dell'Informatica
- Museo Regionale di Scienze Naturali
- Museo Storico Nazionale dell'Artiglieria
- Orto Botanico
- Parco Arte Vivente - Centro Sperimentale d'Arte Contemporanea
- Pinacoteca Giovanni e Marella Agnelli
- Società Promotrice delle Belle Arti
- Sommergibile Andrea Provana

### Ospedali
- Azienda Ospedaliero Universitaria San Giovanni Battista
- Centro Traumatologico Ortopedico
- Comprensorio Ospedaliero Amedeo di Savoia
- Ospedale Infantile Regina Margherita
- Ospedale Maria Vittoria
- Ospedale Mauriziano Umberto I
- Ospedale San Giovanni Bosco

### Palazzi e ville
- Albergo Nazionale
- Casa Antonelli
- Casa Avezzano
- Casa Broglia
- Casa dei Romagnano
- Casa della Vittoria
- Casa dell'Obelisco
- Casa del Pingone
- Casa del Senato
- Casa Fenoglio - Lafleur
- Casa Maffei
- Casa Saiba
- Casa Scaccabarozzi
- Castello del Valentino
- (ex) Centro Direzionale RIV
- (ex) Cinema Corso
- Condominio 25 Verde
- Hotel Principi di Piemonte
- Palazzo Asinari di San Marzano
- Palazzo a Vela
- Palazzo Barolo
- Palazzo Bellia
- Palazzo Benso di Cavour
- Palazzo Biandrate Aldobrandino di San Giorgio
- Palazzo Birago di Borgaro
- Palazzo Cacherano di Bricherasio
- Palazzo Campana
- Palazzo Carignano
- Palazzo Ceriana
- Palazzo Chiablese
- Palazzo Civico
- Palazzo Dal Pozzo della Cisterna
- Palazzo degli Affari
- Palazzo del Collegio delle Province
- Palazzo del Governo
- Palazzo della Banca Commerciale Italiana
- Palazzo della Borsa Valori
- Palazzo dell'Accademia delle Scienze
- Palazzo dell'Accademia Militare/Reale
- Palazzo dell'Arsenale
- Palazzo del Lavoro
- Palazzo delle Poste e dei Telegrafi
- Palazzo dell'Università
- Palazzo del Seminario Metropolitano
- Palazzo del Senato Sabaudo
- Palazzo di Giustizia Bruno Caccia
- Palazzo Forneris
- Palazzo Graneri della Roccia
- Palazzo Grondana
- Palazzo Gualino
- Palazzo Lascaris di Ventimiglia
- Palazzo Madama e Casaforte degli Acaja
- Palazzo Mazzonis
- Palazzo Nuovo
- Palazzo Provana di Collegno
- Palazzo Priotti
- Palazzo Reale
- Palazzo Roero di Guarene
- Palazzo Saluzzo di Paesana
- Palazzo Scaglia di Verrua
- Palazzo Siccardi
- Palazzo Solaro del Borgo
- Palazzo Tapparelli d'Azeglio
- Palazzo Trucchi di Levaldigi
- Palazzo Valperga Galleani di Canelli e di Barbaresco
- (ex) Regio Istituto di Riposo per la Vecchiaia
- Residenza La Torre
- Torre BBPR
- Torre Littoria
- Torre Mirafiori
- Torre Solferino
- Torre XX Settembre
- Torri Di Vittorio
- Torri Michelin Nord
- Torri Pitagora
- Torri Rivella
- Villa Abegg
- Villa Arduino
- Villa Capriglio
- Villa d'Agliè
- Villa della Regina
- Villa Fubini Durando
- Villa Gualino
- Villa Imperiali Becker
- Villa Rey
- Villa Sartirana
- Villa Scott
- Villino Raby

### Parchi
- Giardini Reali
- Parco Cavalieri di Vittorio Veneto
- Parco della Rimembranza
- Parco della Tesoriera
- Parco delle Repubbliche Partigiane Piemontesi
- Parco del Valentino
- Parco Dora
- Parco Europa
- Parco Giacomo Leopardi
- Parco Giuseppe Di Vittorio
- Parco Gustavo Colonnetti
- Parco Mario Carrara
- Parco Naturale della Collina di Superga (parziale)
- Parco Pietro Colletta
- Parco Pietro Paolo Mennea
- Parco Rignon
- Parco Ruffini
- Parco Sangone
- Parco Sempione
- Parco Stura
- Precollinear Park
- Riserva Naturale del Meisino e dell'Isolone di Bertolla (parziale)

### Piazze
- Piazza Bengasi
- Piazza Carignano
- Piazza Carlo Alberto
- Piazza Carlo Emanuele II
- Piazza Carlo Felice
- Piazza Castello
- Piazza Cavour
- Piazza C.L.N.
- Piazza Giambattista Bodoni
- Piazzale Grande Torino
- Piazza Palazzo di Città
- Piazza San Carlo
- Piazza San Giovanni
- Piazza Savoia
- Piazza Solferino
- Piazza Statuto
- Piazza Vittorio Veneto
- Piazza XVIII Dicembre

### Ponti
- Ponte Amedeo IX
- Ponte Carlo Bernardo Mosca
- Ponte Domenico Carpanini
- Ponte Regina Margherita
- Ponte Umberto I
- Ponte Vittorio Emanuele I

### Scuole
- Conservatorio Statale di Musica Giuseppe Verdi
- Istituto Sociale
- Istituto Tecnico Industriale Statale Amedeo Avogadro
- Istituto Universitario Salesiano Torino Rebaudengo
- Liceo Classico e Linguistico Statale Vincenzo Gioberti
- Liceo Classico e Musicale Cavour
- Liceo Classico Statale Massimo d'Azeglio
- Liceo Classico Statale Vittorio Alfieri
- Liceo Scientifico Statale Galileo Ferraris
- Politecnico di Torino
- Scuola di Amministrazione Aziendale - School of Management
- Scuola di Applicazione dell'Esercito
- Scuola Holden
- Scuola Primaria Carlo Boncompagni
- Scuola Primaria Niccolò Tommaseo
- Scuola Salesiana Paritaria Valsalice
- Scuola Secondaria di Primo Grado Lorenzo il Magnifico

### Stabilimenti produttivi
- (ex) Arsenale Militare
- (ex) Manifattura Tabacchi
- (ex) Officine Grandi Motori
- Stabilimento FIAT Mirafiori
- (ex) Stabilimento Lancia di Borgo San Paolo

### Stazioni
- Stazione di Dora (1991 - 2020)
- Stazione di Grosseto
- Stazione di Lingotto
- Stazione di Madonna di Campagna (1990 - 2020)
- Stazione di Porta Milano
- Stazione di Porta Nuova
- Stazione di Porta Susa (2008)
- Stazione di Porta Susa (1856)
- Stazione di Rebaudengo Fossata
- Stazione di San Paolo
- Stazione di Stura
- Stazione di Vanchiglia
- Stazione di Zappata

### Stazioni meteorologiche
- Stazione Meteorologica di Torino Centro
- Stazione Meteorologica di Torino Fisica dell'Atmosfera

### Strade
- Corso Belgio
- Corso Duca degli Abruzzi
- Corso Francia
- Corso Galileo Ferraris
- Corso Giulio Cesare
- Corso Marche
- Corso Orbassano
- Corso Regina Margherita
- Corso Vercelli
- Corso Vittorio Emanuele II
- Corso Unione Sovietica
- Via Cernaia
- Via Dante Di Nanni
- Via Garibaldi
- Via Nizza
- Via Pietro Micca
- Via Po
- Via Roma
- Via XX Settembre

### Teatri, auditorium
- Alfa Teatro
- Auditorium Giovanni Agnelli
- Auditorium Rai Arturo Toscanini
- Teatro Araldo
- Teatro Astra
- Teatro Cardinal Massaia
- Teatro Carignano
- Teatro Colosseo
- Teatro Erba
- Teatro Gianduia
- Teatro Gioiello
- Teatro Gobetti
- Teatro Marchesa
- Teatro Regio
- Teatro Ruggero Leoncavallo
- ex Teatro Scribe / di Torino
- Teatro Vittorio Alfieri

### altri edificati non di culto
- Accademia Albertina di Belle Arti
- Borgo Medioevale
- Campus Luigi Einaudi
- Casa Circondariale Lorusso e Cutugno
- Cascina Giajone
- Cascina Roccafranca
- Cascina Teghillo
- Caserma Alessandro La Marmora
- Cavallerizza Reale
- Centro di Produzione Rai
- Centro Ricerche, Innovazione Tecnologica e Sperimentazione Rai
- Centro Sociale Askatasuna
- Collegio Artigianelli
- Convitto Nazionale Umberto I
- Deposito Locomotive di Torino Smistamento
- Docks Torino-Dora
- El Paso Occupato
- Environment Park
- Forte del Pastiss
- Galleria dell'Industria Subalpina
- Galleria San Federico
- Galleria Umberto I
- Istituto Nazionale di Ricerca Metrologica
- Istituto Penale Minorile Ferrante Aporti
- Le Nuove
- Lingotto
- Mausoleo della Bela Rosin
- Mercato Don Grioli
- Mole Antonelliana
- Monorotaia (resti)
- Murazzi del Po
- Nuvola Lavazza
- (ex) Officine Grandi Riparazioni
- Oval Lingotto
- PalaFuksas
- Piccola Casa della Divina Provvidenza
- Pozzo Grande (Cisternone) della Cittadella
- Rifugio antiaereo di Piazza Risorgimento
- Sacrario del Martinetto
- (ex) Stabilimento Fert
- Teatro Romano
- Terrazza Solferino
- Torino Esposizioni
- Torre CSELT
- Villaggio Olimpico